# Theresia Kiesl
Theresia Kiesl (geb. Stöbich; * 26. Oktober 1963 in Sarleinsbach, Oberösterreich) ist eine ehemalige österreichische Mittelstreckenläuferin, die 1996 Olympiadritte im 1500-Meter-Lauf wurde.

## Leben
Bei den Halleneuropameisterschaften 1992 in Genua belegte Kiesl in 4:08,82 min den fünften Platz. Bei den Olympischen Spielen 1992 in Barcelona erreichte sie das Halbfinale.
1993 lief Kiesl im Finale bei den Weltmeisterschaften in Stuttgart, nach 4:08,04 min belegte sie den sechsten Rang. Im selben Jahr stellte sie ihre Bestzeiten über 800 Meter (2:00,75 min) und 3000 Meter (8:55,56 min) auf.
Nach einer Babypause kehrte sie 1995 auf die Laufbahn zurück und erreichte bei den Weltmeisterschaften in Göteborg das Halbfinale. Die Halleneuropameisterschaften 1996 fand ebenfalls in Schweden statt, in Stockholm lief Kiesl in 4:12,61 min auf den fünften Platz.
In ihrer Heimatgemeinde Sarleinsbach wurde ihr der 7,7 km lange Theresia-Kiesl-Weg gewidmet.

### Olympiamedaille 1996
Bei den Olympischen Spielen 1996 in Atlanta siegte Kiesl im ersten Vorlauf vor Swetlana Masterkowa und Hassiba Boulmerka. Auch im Halbfinale lief sie vorne weg und gewann vor Gabriela Szabo und Masterkowa. Im Finale sorgte Masterkowa für ein wesentlich höheres Tempo und gewann von der Spitze vor Szabo. Kiesl belegte in 4:03,02 min den dritten Platz und stellte einen österreichischen Rekord auf, der immer noch Bestand hat (Stand 2016). Für die erste Olympiamedaille einer österreichischen Leichtathletin seit Ilona Gusenbauer 24 Jahre zuvor wurde Kiesl zur Sportlerin des Jahres gewählt.
Zum Abschluss ihrer Karriere wurde sie 1998 Halleneuropameisterin in Valencia. In 4:13,62 min gewann sie mit über einer Sekunde Vorsprung auf Lidia Chojecka.
Sie gewann bei den Österreichischen Meisterschaften im 800-Meter-Lauf von 1989 bis 1993 und über 1500 Meter 1989, 1991, 1992, 1995 und 1997. Ihre Bestzeit im Meilenlauf erzielte sie 1997 mit 4:25,05 min.
Theresia Kiesl ist 1,72 m groß und wog zu Wettkampfzeiten 59 kg. Sie ist mit Manfred Kiesl verheiratet und Mutter von zwei Kindern, die 1987 und 1994 zur Welt kamen. Seit 2003 sitzt sie für die ÖVP im Oberösterreichischen Landtag.

### Dopingvorwurf 1998
1998 wurden in der Wohnung von Theresia Kiesl Doping-Präparate sichergestellt, die ihr in der Fitness-Szene aktiver Ehemann ohne ihr Wissen dort gelagert haben soll. 2001 wurde Manfred Kiesl wegen Handels mit Anabolika finanzstrafrechtlich verurteilt. Die Affäre wurde 2007 von der Wochenzeitung Die Zeit als Beispiel für einen laxen Umgang mit Doping im österreichischen Sport aufgeführt und war Thema eines Schlagabtauschs zwischen Kiesl und der SP-Abgeordneten Vera Lischka.

## Auszeichnungen
- 1996: Goldenes Verdienstzeichen der Republik Österreich